# زقين كبير الورق
زقين كبير الورق (الاسم العلمي:Diascia macrophylla) هو نوع من النباتات يتبع جنس الزقين من الفصيلة الغدبية.